# Montesquieu-des-Albères
Montesquieu-des-Albères (katalanska: Montesquiu d'Albera) är en kommun i departementet Pyrénées-Orientales i regionen Occitanien i södra Frankrike. Kommunen ligger i kantonen Argelès-sur-Mer som tillhör arrondissementet Céret. År 2022 hade Montesquieu-des-Albères 1 283 invånare.

## Befolkningsutveckling
Antalet invånare i kommunen Montesquieu-des-Albères
| Referens: INSEE |